# Veracity
Veracity est un logiciel de gestion de versions décentralisé intégrant une interface web permettant le suivi de problèmes. Il est développé en langage C et distribué sous licence Apache.

## Particularités
Contrairement à d'autres gestionnaires de version décentralisés comme Git ou Mercurial, Veracity ne lie pas une copie de travail à chaque clone (et vice-versa) : un clone n'est qu'un dépôt, et plusieurs copies de travail peuvent y être associées.[pas clair]